# Ла-Побла-Льярга
Ла-Побла-Льярга, Пуебла-Ларга (валенс. La Pobla Llarga (офіційна назва), ісп. Puebla Larga) — муніципалітет в Іспанії, у складі автономної спільноти Валенсія, у провінції Валенсія. Населення — 4574 особи (2010).

## Географія
Муніципалітет розташований на відстані близько 310 км на південний схід від Мадрида, 43 км на південь від Валенсії.

## Демографія
Динаміка населення (INE ):

## Галерея зображень

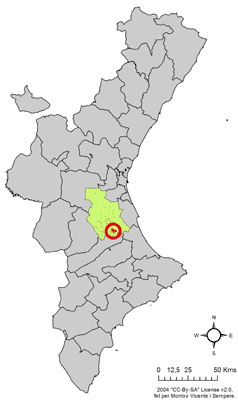
Розташування муніципалітету у автономній спільноті Валенсія
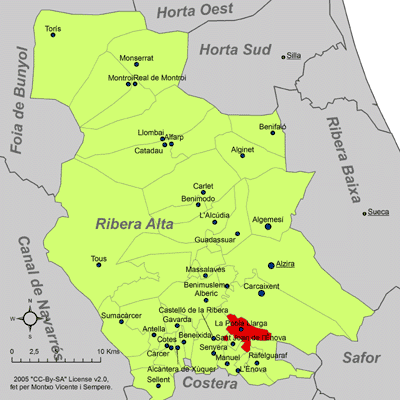
Розташування муніципалітету Ла-Побла-Льярга у комарці Рібера-Альта